# Чафи (окръг)
Окръг Чафи (на английски: Chaffee County) е окръг в щата Колорадо, Съединени американски щати. Площта му е 2629 km², а населението - 19 638 души (2017). Административен център е град Салида.